# Saint-Urbain-Premier
Saint-Urbain-Premier är en kommun i provinsen Québec i Kanada. Den ligger i regionen Montérégie, i den sydöstra delen av landet, 160 km öster om huvudstaden Ottawa.